# Bougainville (Somme)
Bougainville (picardisch: Boudjinville) ist eine nordfranzösische Gemeinde mit 395 Einwohnern (Stand 1. Januar 2022) im Département Somme in der Region Hauts-de-France. Die Gemeinde liegt im Arrondissement Amiens, ist Teil der Communauté de communes Somme Sud-Ouest und gehört zum Kanton Ailly-sur-Somme.

## Geographie
Bougainville liegt rund 2,5 Kilometer südöstlich von Molliens-Dreuil und rund elf Kilometer südwestlich von Picquigny.

## Geschichte
Es haben sich Spuren einer gallo-römischen Villa gefunden. Bougainville wird erstmals 1197 genannt. Die Herrschaft huldigte nach Picquigny und Lœuilly im Kanton Conty.

## Wirtschaft

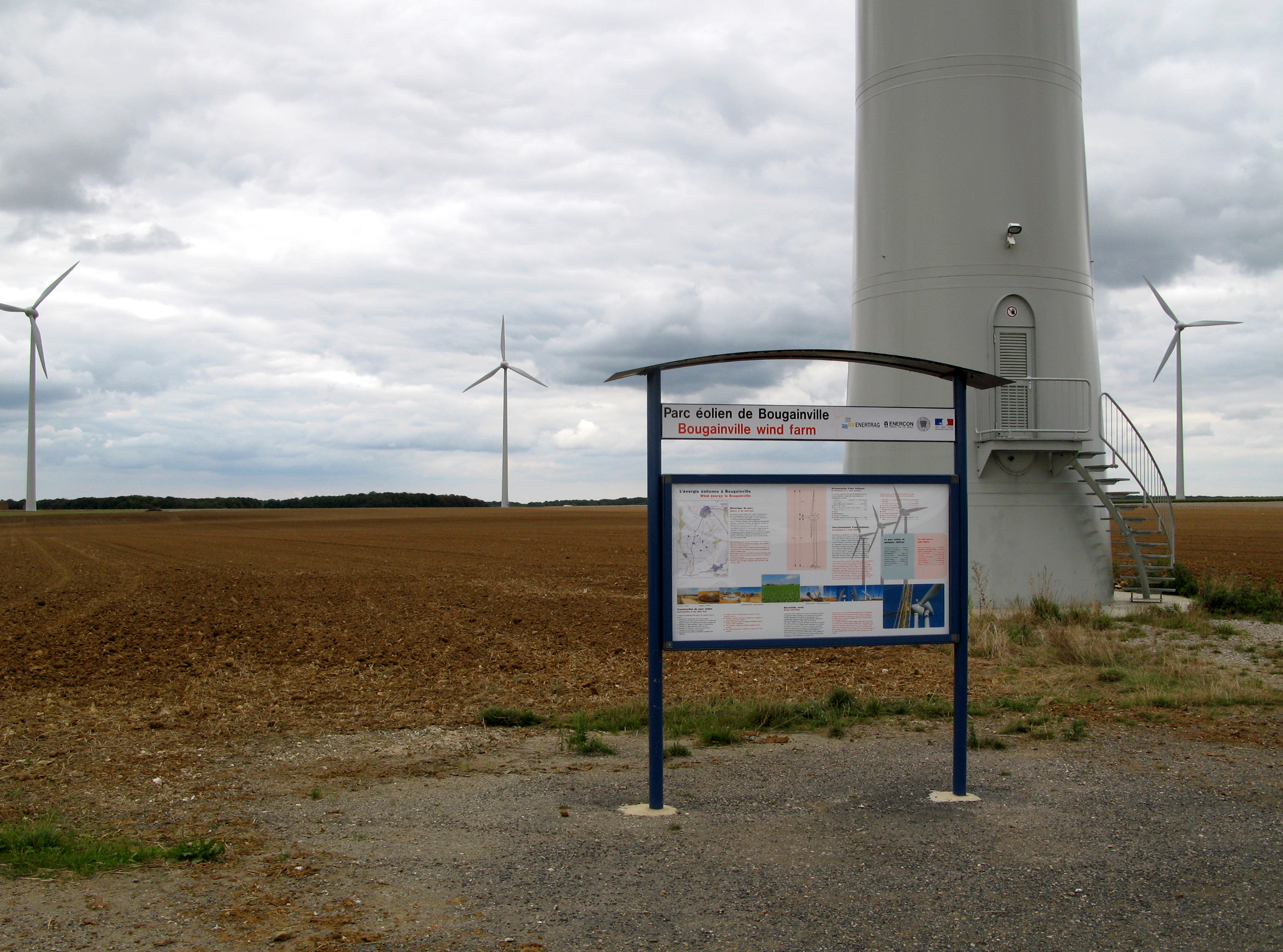
Windpark

Im Süden von Bougainville steht ein Windpark mit einer installierten Energie von 12 MW.

## Einwohner
| 1962 | 1968 | 1975 | 1982 | 1990 | 1999 | 2006 | 2011 |
| ---- | ---- | ---- | ---- | ---- | ---- | ---- | ---- |
| 363  | 358  | 374  | 406  | 413  | 409  | 480  | 443  |

## Verwaltung
Bürgermeister (maire) ist seit 2008 Gérard Celisse.

## Sehenswürdigkeiten
- Kirche Saint-Arnould aus dem 18. Jahrhundert
- 1921 eingeweihtes Kriegerdenkmal, ein Werk von Albert Roze[1]